# Papa Eugeni II
Eugeni II (Roma, ? – † 27 d'agost del 827) fou Papa de l'Església Catòlica des del 824 al 827.
Escollit amb el suport de la noblesa i en contra de l'opinió del poble romà que preferia com a Papa a Licini, va sol·licitar l'ajuda de Lluís I. Aquest va enviar a Roma el seu fill i corregent Lotari amb la finalitat de mantenir l'autoritat del nou Papa.
Aprofitant la seva estada a Roma, Lotari va imposar a Eugeni II un document conegut com a Constitutio Lotharii amb la intenció de corregir nombrosos abusos de l'administració papal, restaurar el poder la noblesa i incloure un estatut segons el qual cap Papa seria consagrat fins que la seva elecció hagués estat aprovada per l'emperador d'Occident.
Durant el seu pontificat, i després de constatar que molts clergues desconeixien aspectes bàsics de la doctrina, va decretar que fossin suspesos de les seves funcions fins que fossin degudament formats. Per aquest motiu se li atribueix la creació dels seminaris.
Va habilitar els clergues a dedicar-se a activitats seculars i a vestir d'acord amb aquestes.
Va crear una comissió per vigilar els cànons i lleis de l'Església i que va constituir el germen de la cúria romana.
Per aquestes mesures que va adoptar a favor dels pobres, vídues i orfes va rebre el sobrenom de "pare del poble".
Va morir el 27 d'agost del 827 i va ser enterrat en la Basílica de Sant Pere.